# Wyspa Kozia

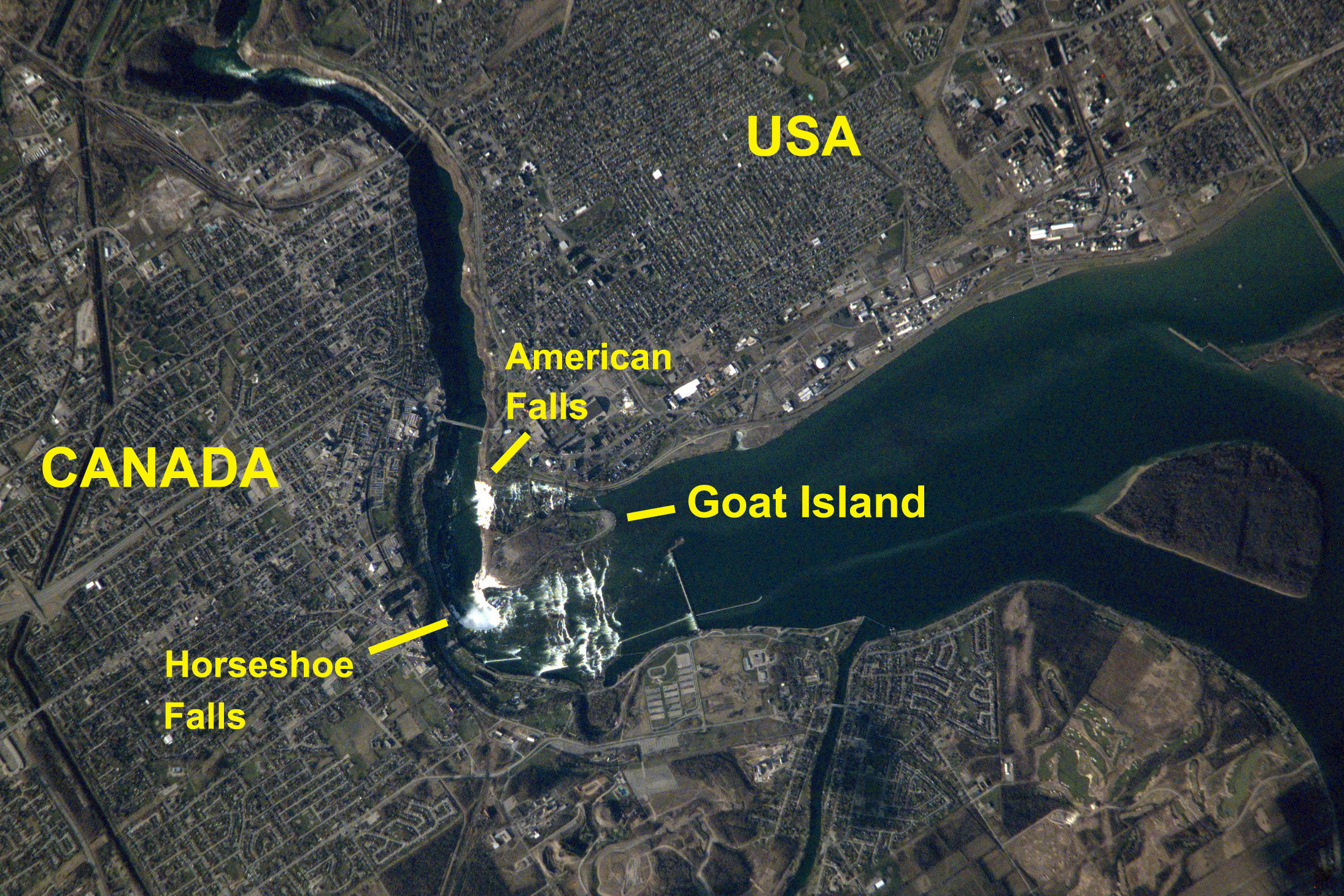
Wyspa Kozia z kosmosu

Wyspa Kozia (ang. Goat Island) – wyspa na rzece Niagara, położona w obszarze wodospadów Niagary, należąca do amerykańskiego stanu Nowy Jork. Znajduje się w granicach parku stanowego Niagara Falls.

## Położenie
Leży na samej krawędzi Kuesty Niagary, rozdzielając nurt rzeki Niagara i oddzielając amerykańskie wodospady Niagary (dokładnie: wąski Wodospad Ślubny Welon, ang. Bridal Veil Falls) od wielkiego Wodospadu Podkowy (ang. Horseshoe Falls), którego osią biegnie granica amerykańsko-kanadyjska. Administracyjnie należy do Stanów Zjednoczonych. Leży w granicach miasta Niagara Falls w hrabstwie Niagara w stanie Nowy Jork.

## Nazwa
John Stedman – jeden z pierwszych, XVIII-wiecznych osadników w tym rejonie, jednocześnie także młynarz, trzymał na wyspie stado kóz. Zwierzęta pasły się tu przez cały rok bez dozoru. Po powrocie na wyspę po straszliwej zimie 1780 roku Stedman odkrył, że jedynie jednej z kóz udało się przeżyć. Na pamiątkę tego zdarzenia nadał on nazwę wyspie. Nie wiadomo, czy miała ona wcześniej nazwę nadaną przez tutejszych Indian.

## Charakterystyka
Wyspa ma kształt wydłużony w osi wschód – zachód, nieregularny. Jej długość wynosi niespełna 1,2 km, maksymalna szerokość (brzeg zachodni, między krawędziami wodospadów) ok. 510 m. Powierzchnia wyspy jest wyrównana, a jej maksymalna wysokość wynosi 170 m n.p.m. Brzegi słabo rozczłonkowane, od strony górnej wody stosunkowo niskie, od strony dolnej wody wodospadów – wysokie blisko na 60 m, w górnej części opadające pionową ścianą skalną.
Od strony północnej Wyspy Koziej w nurcie amerykańskiej odnogi rzeki Niagary znajduje się kilka mniejszych wysepek, z których największe to (licząc od zachodu): Luna Island, Bird Island, Robinson Island i Green Island. Luna Island jest połączona z Wyspą Kozią kładką dla pieszych, zaś przez Green Island wiedzie jeden z mostów, łączących Wyspę Kozią z lądem. Po południowej stronie Wyspy Koziej, na skraju bystrzy głównego nurtu rzeki, znajdują się dwie jeszcze mniejsze wysepki, nazywane Three Sisters Islands, również połączone kolejno kładkami dla pieszych z główną wyspą.
Wyspa Kozia jest połączona z lądem dwoma mostami, udostępnionymi dla ruchu samochodowego, pieszego i rowerów. Nie posiada stałych mieszkańców, natomiast jest rocznie odwiedzana przez tysiące turystów. Jest uznanym miejscem podziwiania wodospadów Niagary, a najbardziej spektakularne widoki zapewnia Terrapin Point, położony na najbardziej na zachód wysuniętym cyplu wyspy, tuż nad krawędzią Wodospadu Podkowy. Znajdują się na niej dwa parkingi samochodowe, kilka punktów gastronomicznych, a także zespół budynków stanowiący wejście do podziemnych tuneli, wiodących kiedyś do „Jaskini Wiatrów” (ang. Cave of the Winds), a obecnie do pomostów widokowych u stóp Wodospadu Ślubnego Welonu.